# Erethistes pusillus
Erethistes pusillus е вид лъчеперка от семейство Erethistidae. Видът не е застрашен от изчезване.

## Разпространение и местообитание
Разпространен е в Бангладеш, Индия (Аруначал Прадеш, Асам, Бихар, Дарджилинг, Джаркханд, Западна Бенгалия, Манипур, Мегхалая, Мизорам, Нагаланд, Сиким, Трипура, Утар Прадеш и Утаракханд) и Непал.
Обитава пясъчните дъна на сладководни басейни, реки и потоци в райони с тропически климат.

## Описание
На дължина достигат до 4,2 cm.